# Alejandro Orellana Gómez
Alejandro "Jandro" Orellana Gómez (Gavà, Baix Llobregat, 7 d'agost de 2000), més conegut com a Jandro Orellana, és un futbolista català que actualment juga com a migcampista al GD Estoril.

## Carrera

### Club

#### FC Barcelona
Va passar pel CF Gavà i pel RCD Espanyol com a jugador juvenil i es va incorporar al rival FC Barcelona el 2014. Es va integrar a La Masia i va jugar en totes les categories inferiors. Va formar part de l'equip que va guanyar la segona Lliga Juvenil de la UEFA pel Barça, la temporada 2017-18, en una final contra el Chelsea FC.
Va patir una lesió als isquiotibials que va frenar la seva progressió, però en el seu retorn de la lesió va aconseguir recuperar el seu millor nivell i jugar al FC Barcelona B.
Orellana va marcar el seu primer gol com a sènior el 24 de gener de 2021, marcant el primer gol amb un tir lliure de falta en una victòria a casa per 2-1 contra la UE Olot. El 31 d'agost va renovar el seu contracte amb el club per un any més.

#### FC Andorra
El 22 de juliol del 2022 s'oficialitza el seu fitxatge pel FC Andorra de la Segona divisió espanyola de futbol després de finalitzar contracte amb el FC Barcelona. Va debutar professionalment el 20 d'agost, substituint Marc Aguado en una derrota per 4-1 fora de casa contra l'Sporting de Gijón.

#### GD Estoril
El 8 de juliol de 2024, Orellana va signar pel GD Estoril amb un contracte de 3 anys.

### Selecció espanyola
Amb els sub-17, va participar en el Campionat Europeu Sub17 de 2017. Va jugar sis partits en el torneig de Croàcia. Espanya va guanyar el torneig en vèncer a Anglaterra a la final, després d'una tanda de penals.
Posteriorment, amb els sub-19, va participar en el Campionat Europeu Sub-19 de 2019. Va jugar quatre partits en el torneig d'Armènia. Va marcar un gol i va fer una assistència en el primer partit contra el país amfitrió. Espanya va guanyar el torneig vencent a Portugal en la final.

## Palmarès
FC Barcelona
- Lliga Juvenil de la UEFA: 2017–18[16]

Selecció espanyola sub-17
- Guanyador del campionat europeu sub 17 el 2017.

Selecció espanyola sub-19
- Guanyador del campionat europeu sub 19 el 2019.